# Spirula speciosa
Spirula speciosa là một loài rêu trong họ Dicranaceae. Loài này được Dozy & Molk. Dozy & Molk. mô tả khoa học đầu tiên năm 1846.